# DIME-vapen
DIME-vapen (Dense Inert Metal Explosive, ungefär "Explosiv tätt inert metall") är en experimentell, nyutvecklad typ av explosiv ammunition, där sprängämnet är blandat med mycket små partiklar av ett ämne med hög densitet, som inte deltar i detonationsreaktionen. Syftet är att dessa partiklar ska slungas ut och åstadkomma mycket allvarlig skada inom en rätt väldefinierad radie (typiskt några meter) från kulans nedslagsplats. Kulans mantel kan vara gjort av ett lätt material såsom kolfiber. De material som slungas ut måste förena hög densitet och hög smältpunkt, såsom är fallet med uran och framför allt volfram. De material som framför allt har testats innehåller över 90 procent volfram och i övrigt järn, kobolt eller nickel (heavy metal tungsten alloy, HMTA).
Principen bakom vapentypen är att de små partiklarna snabbt ska bromsas upp av luftmotståndet samtidigt som deras höga densitet ska ge dem stor rörelsemängd inom deras verkansradie så att de tränger in i offrets kropp med dödlig verkan.  
Inert metall syftar till att metallen som används inte är kemiskt aktiv och är därför inte en del av den kemiska reaktionen vid explosionen, vilket kan jämföras med metaller som aluminium som är en del av den kemsika reaktion som utgör explosionen för Tritonal.
Den större kritiken mot DIME bestyckade vapen utgörs av att de potentiellt har en stark biologisk effekt mot de som träffas av splittret.
Djurstudier gjorda av USA:s armé har visat att pulver av de aktuella volframlegeringarna förorsakar cancertypen rhabdomyosarcoma.
Huruvida DIME-vapen har använts i strid är inte klarlagt. 